# Vazlī
Vazlī (persiska: وزلی) är en ort i Iran.   Den ligger i provinsen Kermanshah, i den nordvästra delen av landet, 500 km väster om huvudstaden Teheran. Vazlī ligger 1 388 meter över havet och antalet invånare är 123.
Terrängen runt Vazlī är bergig åt nordost, men åt sydväst är den kuperad. Terrängen runt Vazlī sluttar söderut. Runt Vazlī är det ganska glesbefolkat, med 34 invånare per kvadratkilometer. Närmaste större samhälle är Pāveh, 18,3 km sydost om Vazlī. Trakten runt Vazlī består i huvudsak av gräsmarker.